# کارل کرمر
کارل کرمر (انگلیسی: Karl Kremser؛ زادهٔ ۳ اوت ۱۹۴۵) مربی (ورزش)، بازیکن فوتبال آمریکایی، سرمربی (فوتبال)، و بازیکن فوتبال اهل آلمان است.